# منتخب إسبانيا لهوكي الانزلاق
منتخب إسبانيا لهوكي الانزلاق هو ممثل إسبانيا الرسمي في رياضة هوكي الانزلاق.

## سجل المشاركات

### بطولة العالم لهوكي الانزلاق
| - 1936: لم يشارك - 1939: لم يشارك - 1947: المرتبة الثالثة - 1948: المرتبة 4 - 1949: الوصيف - 1950: المرتبة 4 - 1951: البطل - 1952: المرتبة الثالثة - 1953: المرتبة الثالثة - 1954: البطل | - 1955: البطل - 1956: الوصيف - 1958: الوصيف - 1960: الوصيف - 1962: المرتبة الثالثة - 1964: البطل - 1966: البطل - 1968: الوصيف - 1970: البطل - 1972: البطل | - 1974: الوصيف - 1976: البطل - 1978: الوصيف - 1980: البطل - 1982: الوصيف - 1984: الوصيف - 1986: الوصيف - 1988: الوصيف - 1989: البطل - 1991: المرتبة 6 | - 1993: المرتبة 4 - 1995: المرتبة الثالثة - 1997: المرتبة الثالثة - 1999: الوصيف - 2001: البطل - 2003: المرتبة الثالثة - 2005: البطل - 2007: البطل - 2009: البطل - 2011: البطل |

### بطولة أوروبا لهوكي الانزلاق
| - 1926 - 1939: لم يشارك - 1947: المرتبة الثالثة - 1948: المرتبة 4 - 1949: الوصيف - 1950: المرتبة 4 - 1951: البطل - 1952: المرتبة الثالثة - 1953: المرتبة الثالثة - 1954: البطل - 1955: البطل | - 1956: الوصيف - 1957: البطل - 1959: الوصيف - 1961: الوصيف - 1963: الوصيف - 1965: الوصيف - 1967: الوصيف - 1969: البطل - 1971: الوصيف - 1973: الوصيف | - 1975: الوصيف - 1977: الوصيف - 1979: البطل - 1981: البطل - 1983: البطل - 1985: البطل - 1987: الوصيف - 1990: الوصيف - 1992: المرتبة الثالثة - 1994: الوصيف | - 1996: المرتبة الثالثة - 1998: الوصيف - 2000: البطل - 2002: البطل - 2004: البطل - 2006: البطل - 2008: البطل - 2010: البطل - 2012: البطل |